# 自由党 (日本2016年)
自由党（日语：自由党）2012年至2019年期間，存在于日本的一个社会自由主义政党。前身是2012年11月28日成立的日本未來黨，同年12月27日改名為生活黨，后几经更名，最终2016年10月12日改为现名。2019年4月26日併入國民民主黨。

## 历史

### 成立

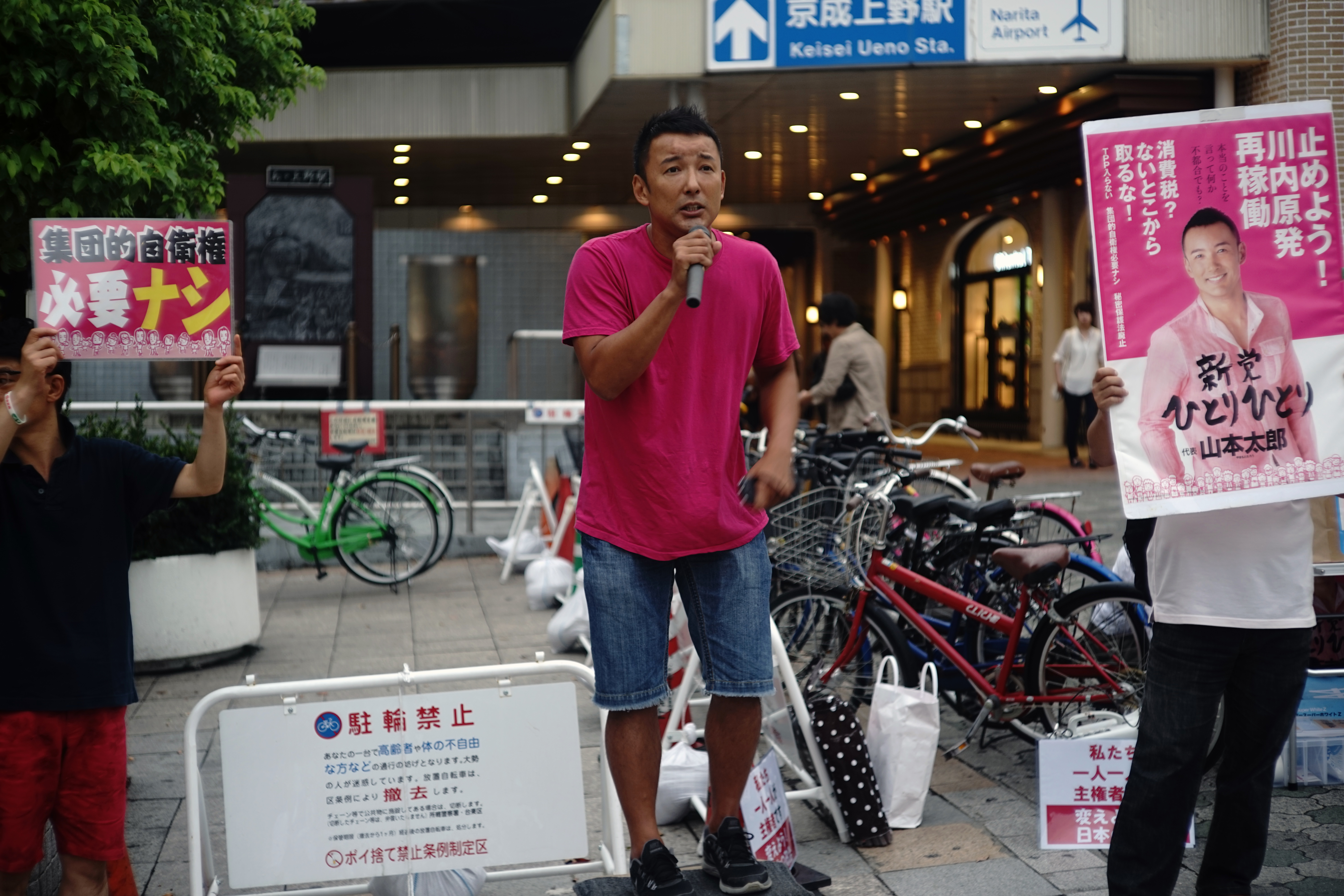
山本太郎2014年街頭拉票

於2012年11月成立的日本未來黨，同日與國民生活第一及實現減稅日本、反TPP、脫核電黨（簡稱「脫核電黨」）的合併。但2012年眾議院選舉落敗後陷入分裂，最終黨代表嘉田由紀子和幹事長阿部知子退黨，另立新的「日本未來黨」。而原本的日本未來黨則被原國民生活第一的成員接管，改名為「生活黨」，並推舉森裕子為首任黨代表。由於新的「日本未來黨」未符合成為政黨的要求，未能領取政府資助，故2013年預定給予日本未來黨的政府資助金已全數撥歸生活黨。但森裕子在翌年1月召開的首次黨大會中辭任黨代表，由原國民生活第一黨代表小澤一郎繼任。
2013年第23屆日本參議院議員通常選舉中，生活党候选人全部败选，在参议院只剩下未改选的2席。2014年第47屆日本眾議院議員總選舉中，生活党仅获得2席，不再符合政党必备条件，即“至少有5名国会议员”。但选后不久，参议员山本太郎入党，并同时将党名变更为“生活党与山本太郎与伙伴们”，恢复政党资格。党首则由小泽一郎和山本太郎共同担任。
2016年第24屆日本參議院議員通常選舉中，反对修宪的生活党与民进党、共产党、社民党结盟，在一人选区共推候选人。最终，1人在比例代表区当选，另有2人以无党籍身份在选举区当选。

### 自由黨
2016年10月12日，该党更名为“自由党”。
2017年的第48屆日本眾議院議員總選舉中，不少原本屬於自由黨的潛在侯選人改以希望之黨或者立憲民主黨名義出選，最後自由黨只剩下3名侯選人以獨立人士出選。其中爭取連任的玉城丹尼和小澤一郎勝出。
2018年，玉城丹尼因為參選沖繩縣知事而辭去國會議員職位，自由黨在眾議院中只剩下小澤一郎一人。而玉城丹尼就勝出補選，當選新一任沖繩縣知事。不久之後，原本加入立憲民主黨的日吉雄太申請退黨，並且重回自由黨，自由黨又再滿足眾議院會派的要求。
2019年4月26日，辦理政黨解散手續併入國民民主黨。所以，前述政黨自由黨員和沖繩縣第3區議員屋良朝博也併入該黨。

## 外部連結
- 自由党 （页面存档备份，存于）（日語）
- 山本太郎的伙伴们 （页面存档备份，存于）（日語）
- 山本太郎的博客 （页面存档备份，存于）（日語）